# Condecoraciones civiles de Pakistán
Las condecoraciones civiles de Pakistán se establecieron el 19 de marzo de 1957, tras la proclamación de Pakistán como república independiente el 23 de marzo de 1956. El anuncio de los premios civiles se hace generalmente una vez al año el Día de la Independencia (14 de agosto) y su investidura tiene lugar en el Día de Pakistán, (23 de marzo). Según el artículo 259 de la Constitución de Pakistán de 1973, junto con el Acto de Condecoraciones, 1975, el Presidente de Pakistán otorga premios civiles a los ciudadanos paquistaníes en reconocimiento a su valentía. Premios al Orgullo del Desempeño se otorgan por logros sobresalientes en los campos del arte, literatura, ciencia, deporte y enfermería.
En diciembre, se invita a los ministerios y sus divisiones a recomendar candidatos a la División del Gabinete. Las nominaciones recibidas son consideradas por tres comités de premios y después la propuesta final se envía al presidente para su aprobación. Después de la aprobación del presidente, los anuncios se realizan el Día de la Independencia y la investidura tiene lugar el Día de Pakistán.
El presidente de Pakistán puede otorgar premios a ciudadanos extranjeros en cualquier momento del año. Para tales premios, las propuestas están hechas por el Ministerio de Relaciones Exteriores, y aprobadas por el presidente antes de su otorgamiento.
Los Premios Civiles comprenden cinco órdenes, cada uno con cuatro clases descendentes: Nishan (Orden; en Urdu: نشان), Hilal (Creciente; en urdu: ہلال‎), Sitara (Estrella; en urdu: ستارہ‎) y Tamgha (Medalla; en urdu: نشان‎).
| Order Class          | Pakistán                           | Shujaat (valentía)                                                     | Imtiaz (Excelencia)                                                              | Quaid-i-Azam* (Liderazgo)                                         | Khidmat* (Servicio)                                                                               |
| -------------------- | ---------------------------------- | ---------------------------------------------------------------------- | -------------------------------------------------------------------------------- | ----------------------------------------------------------------- | ------------------------------------------------------------------------------------------------- |
| Cita:                | Servicios en distinción del estado | Actos de heroísmo, coraje ante el peligro y valentía para salvar vidas | Distinción en los campos de las artes, la literatura, la academia y los negocios | Por méritos especiales o servicios eminentes prestados libremente | Por largos y meritorios servicios a la construcción de la nación, especialmente entre los pobres. |
| 1. Nishaan (Orden)   | Nishan-e-Pakistán* (1)             | Nishan-e-Shujaat (2)                                                   | Nishan-e-Imtiaz (3)                                                              | Nishan-e-Quaid-i-Azam (4)                                         | Nishan-e-Khidmat (5)                                                                              |
| 2. Hilal (Creciente) | Hilal-e-Pakistán (6)               | Hilal-e-Shujaat (7)                                                    | Hilal-e-Imtiaz (8)                                                               | Hilal-e-Quaid-i-Azam (9)                                          | Hilal-e-Khidmat (10)                                                                              |
| 3. Sitara (Estrella) | Sitara-e-Pakistán (11)             | Sitara-e-Shujaat (12)                                                  | Sitara-e-Imtiaz (13) Orgullo de Rendimiento (14)                                 | Sitara-e-Quaid-i-Azam (15)                                        | Sitara-e-Khidmat (16)                                                                             |
| 4. Tamgha (Medalla)  | Tamgha-e-Pakistán (17)             | Tamgha-e-Shujaat (18)                                                  | Tamgha-e-Imtiaz (19)                                                             | Tamgha-e-Quaid-i-Azam (20)                                        | Tamgha-e-Khidmat (21)                                                                             |

* Solo otorgado a extranjeros.
El número entre paréntesis indica el orden de precedencia.

## Destinatarios del Sitara-e-Pakistan
Sitara-e-Pakistán (Estrella de Pakistán), ocupa el tercer lugar en la jerarquía de premios civiles después de Nishan-e-Pakistan e Hilal-e-Pakistan. 
| Año  | Nombre                                                 | Campo | País                 |
| ---- | ------------------------------------------------------ | --- | -------------------- |
| 1958 | Aslam Khattak                                          | Político / presidente de la Comisión de Derechos Humanos de Pakistán                                                                                 | Pakistán             |
| 1959 | Abdus Salam                                            | Científico y asesor científico del Gobierno de Pakistán                                                                                              | Pakistán             |
| 1965 | Aire Commodore Władysław Turowicz                      | Ingeniero y científico militar | Pakistán             |
| 1965 | Vicealmirante Syed Mohammad Ahsan                      | Oficial de inteligencia naval y Jefe de Personal Naval                                                                                               | Pakistán             |
| 1966 | Un G N Kazi                                            | Presidente de la Autoridad de Desarrollo de Energía y Agua                                                                                           | Pakistán             |
| 1970 | Jamil Ansari                                           | Editor en jefe de Dawn 1965–1972 | Pakistán             |
| 1971 | Contraalmirante Leslie Mungavin                        | Oficial naval | Pakistán             |
| 1972 | Presidente del Tribunal Supremo Bashiruddin Ahmed Khan | Juez | Pakistán             |
|      | Akhtar Hameed Khan                                     | Científico social, fue pionero en iniciativas de microcrédito, microfinanzas y desarrollo rural.                                                     | Pakistán             |
|      | Syed Hashim Raza                                       | Ex gobernador de Pakistán Oriental, primer administrador de Karachi (1948-1951)                                                                      | Pakistán             |
| 1998 | Himalaya SJB Rana                                      | Primer gobernador del Banco Central de Nepal, ex delegado de la ONU en Pakistán, por su papel en el desarrollo de la amistad entre Pakistán y Nepal. | Nepal                |
| 2002 | Mumtaz Tarar                                           | Presidente de la comisión de Derechos Humanos | Pakistán             |
|      | Habibullah Khan Khattak                                | Por sus acciones en Birmania durante la Segunda Guerra Mundial                                                                                       | Pakistán             |
|      | Bronte Clucas Quayle, CB, OBE, QC,                     | Por sus servicios en la redacción de la Constitución de Pakistán de 1962                                                                             | Australia            |
| 1991 | James M. Shera, MBE                                    | Político, Jefe de los Servicios Internacionales de Apoyo al Currículo, Departamento de Educación                                                     | Reino Unido          |
| 2006 | Grace Warren                                           | Cirujano, experto en la lepra | Australia            |
| 2009 | Greg Mortenson                                         | Humanitario, Instituto de Asia Central: por promover la alfabetización y la educación de las niñas y establecer escuelas en Pakistán                 | Estados Unidos       |
| 2008 | Khaled Almaeena                                        | Periodista, Gaceta saudí– Periodismo | Arabia Saudí         |
| 2009 | Un Qiguang                                             | Ex consejero general de China en Karachi por sus notables servicios en el fortalecimiento de las relaciones entre Pakistán y China                   | China                |
| 2012 | Rowan Douglas Williams                                 | Obispo anglicano, Arzobispo de Canterbury, servicios públicos a Pakistán                                                                             | Reino Unido          |
| 2014 | General C. S. Weerasooriya                             | Ex Alto Comisionado de Sri Lanka en Pakistán | Sri Lanka            |
| 2018 | Kimihide Ando                                          | Director ejecutivo de Mitsubishi Corporation Pakistán, por prestar servicios a Pakistán                                                              | Japón                |
| 2018 | Haris Silajdžić                                        | Político bosnio, exmiembro de la Presidencia de Bosnia y Herzegovina, servicios a Pakistán                                                           | Bosnia y Herzegovina |
| 2018 | Canción Jong-hwan                                      | Diplomático, ex embajador de Corea en Pakistán, por dar servicios a Pakistán                                                                         | Corea del Sur        |
| 2018 | Sadiq Khan                                             | Político británico, actual alcalde de Londres, por servicios a Pakistán                                                                              | Reino Unido          |

## Destinatarios del Tamgha-e-Pakistan
Tamgha-e-Pakistán (Medalla de Pakistán), ocupa el cuarto lugar en la jerarquía de premios civiles después de Nishan-e-Pakistan, Hilal-e-Pakistan, Sitara-e-Pakistan.
| Año  | Nombre                           | Campo                                                                                       |
| ---- | -------------------------------- | ------------------------------------------------------------------------------------------- |
| 1959 | Sartaj Aziz                      | Economía                                                                                    |
| 1964 | Zohra Begum Kazi                 | Medicina                                                                                    |
| 1965 | Rashid Ahmed                     | Oficial naval                                                                               |
| 1965 | Maqbool Ahmed Ansari             | Oficial naval                                                                               |
| 1967 | Hermanegild Marcos Antonio Drago | Servicio comunitario                                                                        |
| 1968 | Aslam Azhar                      | Radiodifusión de televisión                                                                 |
| 1971 | Ahmed Hussain Un Kazi            | Servicio público                                                                            |
| 1987 | Neerja Harish Bhanot             | Servicio público                                                                            |
| 2012 | Emmanuel Nicholas                | Educación comunitaria                                                                       |
| 2012 | Li Xiaolin                       | Inversión comunitaria                                                                       |
| 2015 | Manju Ratna Sakya                | Premiado con Tamgha-e-Pakistan por sus servicios para fortalecer la relación Pakistán-Nepal |